# Сім справ милосердя (Майстер із Алкмара)

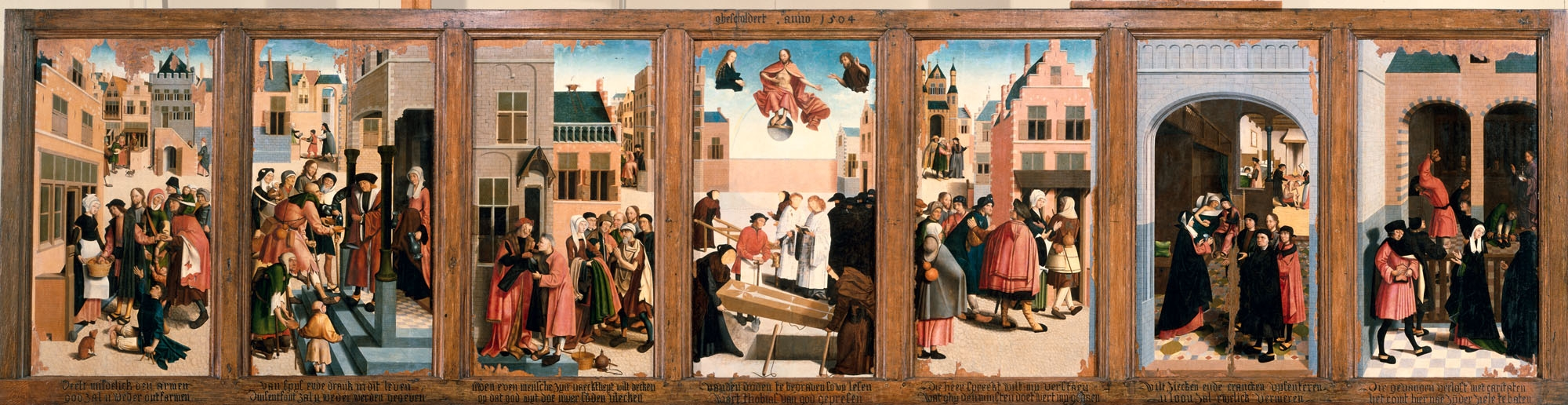
«Сім справ милосердя»

«Сім справ милосе́рдя» (нід. De zeven werken van barmhartigheid) — поліптих нідерландського живописця відомого як Майстер із Алкмара (працював на початку XVI ст.). Присвячений справам милосердя. Створений 1504 року. Зберігається у Державному музеї в Амстердамі (інвент. номер SK-A-2815). 
Поліптих складається із семи дерев'яних панелей; написаний маслом (розміри кожної панелі складають 101 × 54 см).

## Історія
Поліптих був написаний на замовлення регентів богадільні Святого Духа в Алкмарі; з 1574 року перенесений до церкви Св. Лаврентія в Алкмарі. До 24 червня 1582 року поліптих перебував у церкві Св. Лаврентія, Алкмар. У липні 1918 року придбаний Державним музеєм (Амстердам) за підтримки Товариства Рембрандта та фотокомісії у церковних старост церкви Св. Лаврентія, Алкмар. У 2004—2010 роках позичений до Музею Бойманс ван Бенінгена, Роттердам.
Майстер, чиє ім'я не встановлено, зобразив сім справ милосердя, здійснюючи які, за вченням католицької церкви, людина могла врятуватися. Християни повинен нагодувати голодного, напоїти спраглого, одягти голого, поховати померлого, прихистити мандрівника, попіклуватися про хворого та навідатися до ув'язненого. У такому порядку, зліва на право, і розташовані панелі із зображеними на них діяннями.  

## Опис

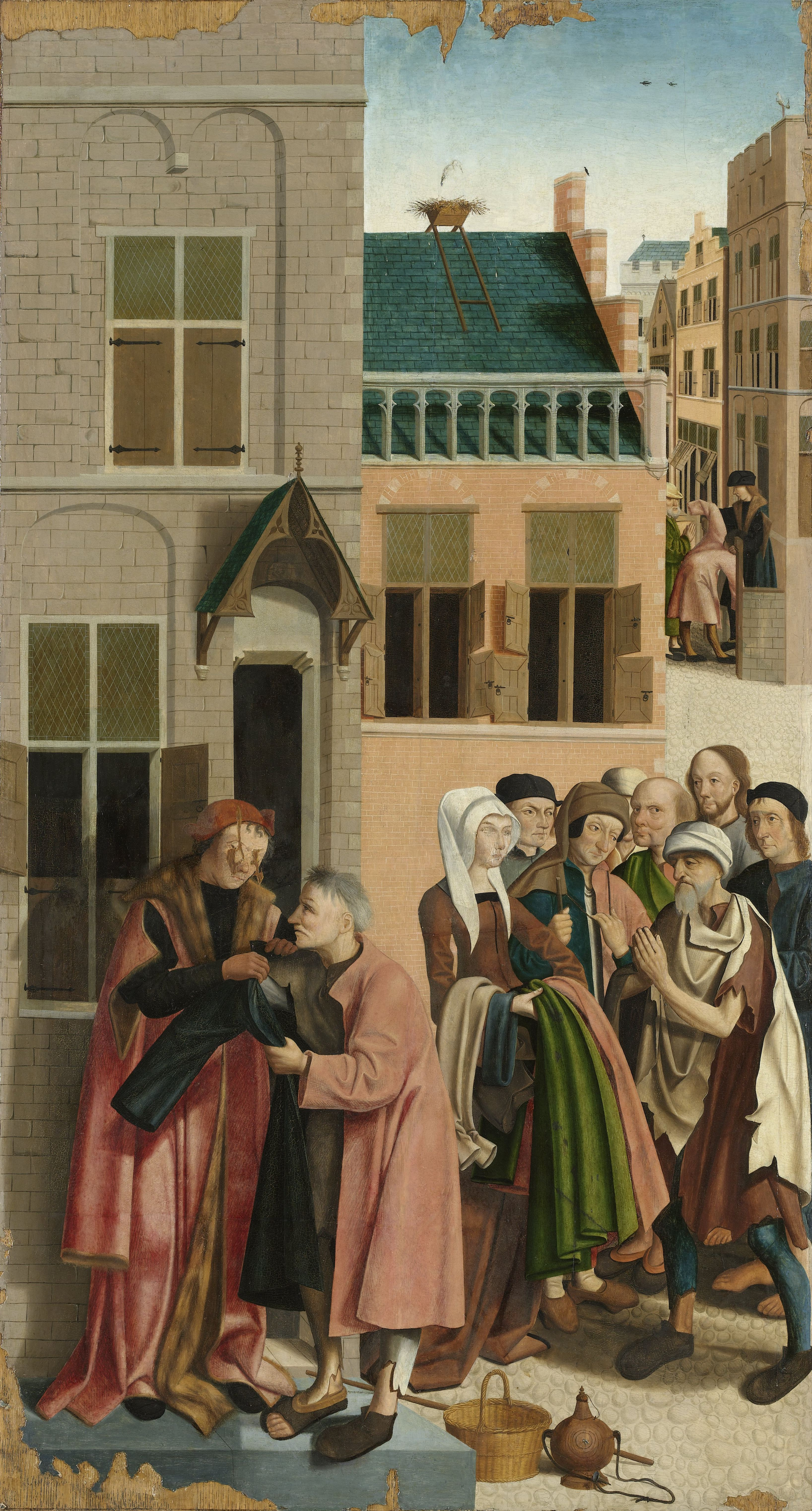
Третя панель

Художник детально розповідає про кожне діяння — на першій панелі зображена жінка, яка виносить з дому кошик з хлібом, а чоловік роздає його жебракам, каліка, що сидить на землі та хлопчик тягнуться до булки. На другій панелі добрий городянин розливає воду у ринки, які підставили каліки, а благодійна жінка підносить наповнені глечики. На третій дошці показано обірваного чоловіка, якого інший, добре одягнений, одягає у новий халат, а поряд, ймовірно, дружина співчуваючого роздає одяг нужденним. В центральній частині поліптиха зображено сцену поховання померлого монахами і Страшний суд, який відбувається на небі: Христос, сидить на веселці, обпершись ногами на земну твердиню, по сторонах якого стоять Богоматір і святий Іван Хреститель, які повернулися до нього. На п'ятій панелі паломників, які на своїх капелюхах мають раковини, запрошують до дому милосердні городяни. На шостій дошці монахиня у монастирському лазареті дає ліки хворому, а інші недужі чекають своєї черги, трохи далі у ліжку лежить чоловік, у якого лікар рахує пульс. На сьомій панелі розповідається про те, як до в'язниці приходять співчуваючі люди, аби втішити в'язнів. Праворуч, під склепінням в'язниці, стоїть Спаситель із увінчаним скляною сферою хрестом, що символізує Його володіння над світом. 
Ісус Христос також присутній й на інших композиціях. Він зображений позаду голодних, спраглих, обірваних, мандрівників, хворих, але майже зливається із групами цих людей. Цим художник підкреслив те, що допомагаючи стражденним, людина здійснює богоугодні вчинки. На задніх планах більшості панелей зображені ті ж самі сцени, що і спереду, так закріплюється виражена думка, а заодно композиція розгортається у глибину. Дія відбувається у місті, архітектура якого вибудовує простір у кожному із семи випадків. Сцени ретельно виписані, яскраві та проникнуті піднесеним настроєм.